# Тодаиђи

Тодаи-ђи је будистички комплекс храмова kоји је некада припадао једном од Седам великих храмова у Нари, Јапан. Основан је 738. године али није отворен  све до  752. године.  Дворана Великог Буде  је простор у којем се налази највећа бронзана статуа Буде Вариочане, на јапанском позната као Даибуцуден Храм служи као седиште Кегонове школе будизма. Храм је унесен у листу УНЕСКО-ве  светске баштине као један од "историјских споменика древне Наре", заједно са још седам локалитета укључујући храмове и светилишта у граду Нара. 

## Историја

### Порекло
Почетак градње храма у коме данас смешта комплекс Киншосен-ђи може се датирати у 728. годину пре нове ере, када је цар Шому основао Киншосен-ђи (金鐘 山寺) као прилог принцу Мотои ( 基 王), свом првом сину. Принц Мотои умро је годину дана након рођења. За време Тенпјо-ере, Јапан је претрпео низ катастрофа и епидемија. Након што је искусио ове проблеме, цар Шому је 741. године издао едикт за унапређење изградње покрајинских храмова широм нације. Касније, 743. током Тенпјо-ере, цар је наредио да се изгради Даибутсу Тодаиђи  постављен је за провинцијски храм провинције Иамато и за главни провинцијски храм. 

#### Улога у  раном јапанском будизму
Према легенди, монах Гјоки је отишао у светиште Исе како би помирио шинто са будизмом. Провео је седам дана и ноћи рецитирајући сутре док оракул прогласио Ваироцана Буда компатибилним са обожавањем божице сунца Аматерасу. У оквиру система рицурјио у нарашком периоду будизам је био снажно регулисан кроз сого (綱 綱, Уред за свештеничке послове). За то време, Тодаи-ђи је служио као централни административни храм за провинцијске храмове  и за шест тадашњих будистичких школа у Јапану: Хосо, Кегон, Јођицу Санрон, Рицу и Куша. Писма која потичу из овог времена такође показују да су свих шест будистичких школа имале канцеларије у Тодаи-ђи-у, заједно са администраторима, светилиштима и сопственом библиотеком. За време Кукаијеве администрације сого-а, Тодаи-ђи су додате додатне церемоније заређења, укључујући ординацију Бодисатва пописа а из брахма нет сутре и езотеричних рецепата, или самаие, из новоосноване Кукаијеве школе Шингон  будизма. Кукаиј је додао дворану Абисека коју ће користити за иницирање монаха из шест школа у Нари у езотеријска учења.  .

## Архитектура

### Иницијална конструкција
743. године цар Шому издао је закон у којем је рекао да народ треба директно да се укључи у успостављање нових будистичких храмова широм Јапана. Цар је веровао да ће таква побожност надахнути Буду да заштити његову земљу од даље катастрофе. Гјоки, је са својим ђацима путовао покрајинама тражећи донације. Према подацима које води Тодаи-ђи, више од 2.600.000 људи помогло је у изградњи Великог Буде и његове дворане; доприносивши рижу, дрво, метал,  или радом; са 350.000 који раде директно на изградњи статуе.

#### Реконструкције после Нара периода
Дворана Великог Буде (Даибуцуден) обновљена је два пута након пожара. Садашња зграда је завршена 1709, и иако је огромна - дугачка 57 метара и широка 50 метара, заправо је 30% мања од претходника. До 1998. године била је то највећа дрвена грађевина на свету.  Надмашиле су га модерне структуре, попут јапанског бејзбол стадиона 'Одате Јукаи Доме', између осталих. Кип Великог Буде преправљен је неколико пута из различитих разлога, укључујући оштећења од земљотреса. Тренутне руке статуе направљене су у периоду Момоиама (1568–1615), а глава је направљена у периоду Едо (1615–1867).

##### Димензије Великог Буде
- Висина 14.98 m
- Лице 5.33 m
- Очи 1.02 m
- Нос 0.5 m
- Уши 2.54 m

Рамена статуе су дугачка 28 метара, а на врху је 960 шест коврџа. Златни ореол  Бирушана Буде је пречника 27 метара са 16 слика висине 2,4 метара свака. Недавно је помоћу рендгенских зрака откривен људски зуб, заједно са бисерима, огледалима, мачевима и драгуљима унутар колена Великог Буде; верује се да су то мошти цара Шомуа. Статуа тежи 500 тона.{}

## Спољашне везе
- Encyclopedia britannica
- Learn religions